# Protuberància equatorial
La gravetat tendeix a contraure els cossos celestes en una esfera perfecta, la forma en què tota la massa està tan a prop del centre de gravetat com és possible. No obstant això, una estrella en rotació no és de forma esfèrica, doncs té una protuberància equatorial.
Com que un disc protoestel·lar es contreu per formar una estrella la seva forma es torna més i més esfèrica, però la contracció no es produeix sempre cap a una esfera perfecta. Als pols actua tota la gravetat per augmentar la contracció, però a l'equador la gravetat efectiva es veu reduïda per la força centrífuga. La forma final de l'estrella després de la formació estel·lar està en una forma d'equilibri, en el sentit que la gravetat efectiva en la regió equatorial (que va disminuint) no porta a l'estrella a una forma més esfèrica. La rotació també dona lloc a l'enfosquiment gravitatori a l'equador, com es descriu en el teorema de von Zeipel.
Un exemple extrem d'una protuberància equatorial es troba en l'estrella Regulus A (α Leonis A). L'equador d'aquesta estrella té una velocitat de rotació mesurada de 317 ± 3 km/s. Això correspon a un període de rotació de 15,9 hores, que és el 86% de la velocitat a la qual l'estrella es trencaria. El radi equatorial d'aquesta estrella és 32% més gran que el radi polar. Altres estrelles de rotació ràpida són Alpha Arae, Vega i Achernar.
La velocitat de desintegració d'una estrella és una expressió que s'utilitza per descriure el cas en què la força centrífuga en l'equador és igual a la força gravitacional. Per ser estable una estrella la velocitat de rotació ha de ser inferior a aquest valor.